# 元山島
元山島（ウォンサンド）は、大韓民国忠清南道西方の黄海に位置する島。

## 地理

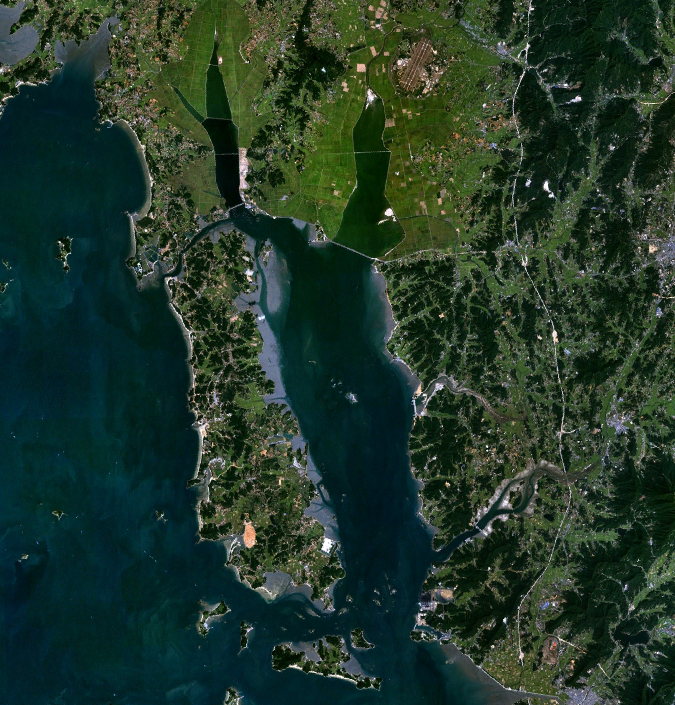
安眠島（中央）の南に元山島が見える

安眠島の南、浅水湾 (ko:천수만) の湾口部に位置する。忠清道地域では安眠島に次いで大きい島である。保寧市の中心地区の大川港からは、船で40分程の距離にある。
行政上は保寧市鰲川面 (ko:오천면) に属し、元山島里を構成する。絶壁が海岸のあちこちにあり、ガラスの原料として供給されるほど良質の硅砂が砂浜を形成している。島の南側には3つの海水浴場（五峰海水浴場、サチャン海水浴場、元山島海水浴場）がある。